# Phalsbourg
Phalsbourg – miejscowość i gmina we Francji, w regionie Grand Est, w departamencie Mozela.
Według danych na rok 1990 gminę zamieszkiwało 4 189 osób, a gęstość zaludnienia wynosiła 319 osób/km² (wśród 2335 gmin Lotaryngii Phalsbourg plasuje się na 103. miejscu pod względem liczby ludności, natomiast pod względem powierzchni na miejscu 415.).